# Terratrèmols de 2011
Aquesta és una llista dels terratrèmols de 2011. Per evitar que aquesta llista creixi precipitadament, només s'inclouen els terratrèmols de magnitud 7 o més, llevat que el terratrèmol hagi causat danys importants o morts. Totes les dates es mostren segons el Temps Universal Coordinat (UTC).

## Comparació amb anys anteriors
| Magnituds (MW) | 2000  | 2001  | 2002  | 2003  | 2004  | 2005  | 2006  | 2007  | 2008  | 2009  | 2010  | 2011  |
| -------------- | ----- | ----- | ----- | ----- | ----- | ----- | ----- | ----- | ----- | ----- | ----- | ----- |
| 8 - 9,9        | 1     | 1     | 0     | 1     | 2     | 1     | 2     | 4     | 0     | 1     | 1     | 1     |
| 7 - 7,9        | 14    | 15    | 13    | 14    | 14    | 10    | 9     | 14    | 12    | 16    | 21    | 12    |
| 6 - 6,9        | 146   | 121   | 127   | 140   | 141   | 140   | 142   | 178   | 168   | 142   | 153   | 119   |
| 5 - 5,9        | 1.344 | 1.224 | 1.201 | 1.203 | 1.515 | 1.693 | 1.712 | 2.074 | 1.768 | 1.855 | 1.924 | 1.473 |
| Total 5 - 9,9  | 1.505 | 1.361 | 1.341 | 1.358 | 1.672 | 1.844 | 1.865 | 2.270 | 1.948 | 2.014 | 2.102 | 1.605 |

Un augment en el nombre de terratrèmols detectats no representa necessàriament un augment de terratrèmols per temps. L'augment de població, la distribució dels nuclis urbans, i els avenços en la tecnologia de detecció de terratrèmols poden contribuir a un nombre major de terratrèmols registrats en el pas del temps. Vegeu més informació al web del Servei Geològic dels Estats Units.

## Resum

### Per nombre de morts
| Posició | Morts  | Magnitud (MW) | Lloc                          | Data (UTC)   |
| ------- | ------ | ------------- | ----------------------------- | ------------ |
| 1       | 15.505 | 9,0           | Tōhoku, Japó                  | 11 de març   |
| 2       | 604    | 7,1           | Van, Turquia                  | 23 d'octubre |
| 3       | 181    | 6,3           | Christchurch, Nova Zelanda    | 22 de febrer |
| 4       | 120    | 6,8           | Estats Shan, Myanmar          | 24 de març   |
| 5       | 26     | 5,4           | Regió fronterera Myanmar-Xina | 10 de març   |

- Nota: Inclosos els terratrèmols que van causar almenys 10 morts.

### Per magnitud
| Posició | Magnitud (MW) | Morts  | Lloc                                             | Data (UTC)   |
| ------- | ------------- | ------ | ------------------------------------------------ | ------------ |
| 1       | 9,0           | 15.505 | Regió de Tōhoku, Japó                            | 11 de març   |
| 2       | 7,9           | 0      | Honshū, Japó                                     | 11 de març   |
| 3       | 7,7           | 0      | Honshū, Japó                                     | 11 de març   |
| 4       | 76,0          | 0      | Illes Kermadec, Nova Zelanda                     | 6 de juliol  |
| 5       | 7,3           | 0      | Honshū, Japó                                     | 9 de març    |
| 6       | 7,2           | 2      | Pakistan                                         | 18 de gener  |
| 7       | 7,2           | 0      | Illes Aleutianes, Alaska, Estats Units d'Amèrica | 24 de juny   |
| 8       | 7,1           | 0      | Regió de l'Araucània, Xile                       | 2 de gener   |
| 8       | 7,1           | 4      | Honshū, Japó                                     | 7 d'abril    |
| 10      | 7,0           | 0      | Santiago del Estero, Argentina                   | 1 de gener   |
| 10      | 7,0           | 0      | Illes Loyauté                                    | 13 de gener  |
| 10      | 7,0           | 0      | Honshū, Japó                                     | 10 de juliol |

- Nota: Inclosos els terratrèmols d'almenys 7,0 graus de magnitud.
- Nota: Les rèpliques del terratrèmol i tsunami de Tōhoku estan incloses si són d'almenys 7,0 graus de magnitud.